# Val de San Martín
Val de San Martín är en kommun i Spanien.   Den ligger i provinsen Provincia de Zaragoza och regionen Aragonien, i den nordöstra delen av landet, 200 km öster om huvudstaden Madrid.